# عبد المنعم القصاص
عبد المنعم القصاص (1927 - 1996)، هو فنان تشكيلي مصري والقصاص لم يكن واحداً من رواد الفن التشكيلي فقط، لكنه كان أيضا من الذين اسهموا بعطاء وافر في الجبهة المتحدة للمقاومة الشعبية في بورسعيد عام 1956م، ومسؤولا عن إصدار جريدة «الانتصار» وعضواً في تحالف القوى اللبنانية والفلسطينية في بيروت عام 1982م وتميزت لوحاته بارتباطها الوثيق بقضايا وطنه مصر والعالم العربي، وقد عمل في مجال الصحافة إلى جانب ممارسة العمل الفني منذ عام 1949م.